# 萬里 (雍正進士)
萬里，字子封，贵州貴定人，清朝政治人物、同進士出身。
雍正元年（1723年）清世宗登極癸卯恩科進士，三甲九十九名，官吏部主事，升驗封司員外郎。